# Montanha Green
A Montanha Green (em inglês:  Green Mountain) é o ponto mais alto da Ilha de Ascensão. Atinge 859 m de altitude.
Tem um grande isolamento topográfico: em 1842 km em seu redor não há pontos mais elevados.

Mapa da ilha de Ascensão